# Aeroporto Internazionale di Muan
L'aeroporto Internazionale di Muan (IATA: MWX, ICAO: RKJB) è un aeroporto civile coreano situato nella provincia del Jeolla Meridionale, nella Contea di Muan. Aperto il 9 novembre 2007, l'aeroporto, situato a 16 m s.l.m., dispone di un unico terminal passeggeri e di una pista in asfalto con orientamento 01/19 lunga 2.800 metri. Serve le città di  Gwangju, Mokpo, Naju ed è servito da voli internazionali.

## Statistiche
Questo grafico non è disponibile a causa di un problema tecnico.
Si prega di non rimuoverlo.
Vedi la query Wikidata di origine.

## Incidenti
Il 29 dicembre 2024 un Boeing 737-8AS della compagnia low cost sudcoreana Jeju Air è uscito di pista durante un atterraggio di emergenza senza carrello e si è scontrato contro un terrapieno per poi esplodere e spezzarsi in due. L'incidente ha causato la morte di 179 persone. Sono sopravvissuti solo 2 membri dell'equipaggio che si trovavano nella parte posteriore dell'aereo.